# Turbonilla pupoides
Turbonilla pupoides är en snäckart som beskrevs av D'Orbigny 1842. Turbonilla pupoides ingår i släktet Turbonilla och familjen Pyramidellidae. Inga underarter finns listade i Catalogue of Life.